# トニー・クラッグ
トニー・クラッグ（Tony Cragg, 1949年 - ）は、イギリス・リヴァプール生まれの芸術家である。

## 略歴
- 1969年、ロイヤル・カレッジ・オブ・アートなどで学ぶ。
- 1978年、デュッセルドルフ芸術アカデミーで教え始める。
- 1982年、ドクメンタ7に出品（1987年にも出品）
- 1988年、ヴェネツィア・ビエンナーレ英国館で個展。ターナー賞を受賞。
- 2002年、テート・ギャラリーリバプールで個展。大英帝国上級勲爵士号を受勲。
- 2007年、第19回高松宮殿下記念世界文化賞彫刻部門受賞。
- 2008年、ドイツのヴッパータールに彫刻庭園をオープンさせる。

## 作品
水辺で拾ったプラスチックを集めて床や壁に配置したり、三角フラスコやガラス瓶を題材にしたりしている。クラッグは人間と物質の間にある、脆弱だけど不即不離の関係をほのめかしている。